# Baghaberd
Baghaberd (en arménien Բաղաբերդ) est une forteresse située dans le marz de Syunik en Arménie, entre les villes de Kapan et Kajaran, près de la communauté de David Bek et du confluent des rivières Gekhi et Voghji.

## Histoire
Sa date de fondation et son histoire ancienne se confondent avec la légende ; elle remonterait ainsi au IIIe - IVe siècle selon Stépanos Orbélian et aurait été utilisée par Arsace II d'Arménie lors des guerres contre le Perse Shapur II.
En 1103, après la destruction de Kapan, elle sert de capitale au royaume de Siounie.
La forteresse tombe en 1170 aux mains des Seldjoukides, marquant la fin du royaume.